# Cypern i olympiska vinterspelen 2018
Cypern deltog i de olympiska vinterspelen 2018 i Pyeongchang, Sydkorea, med en trupp på en atlet (en man) fördelat på en sport.
Vid invigningsceremonin bars Cyperns flagga av alpina skidåkaren Dinos Lefkaritus.